# Calumet

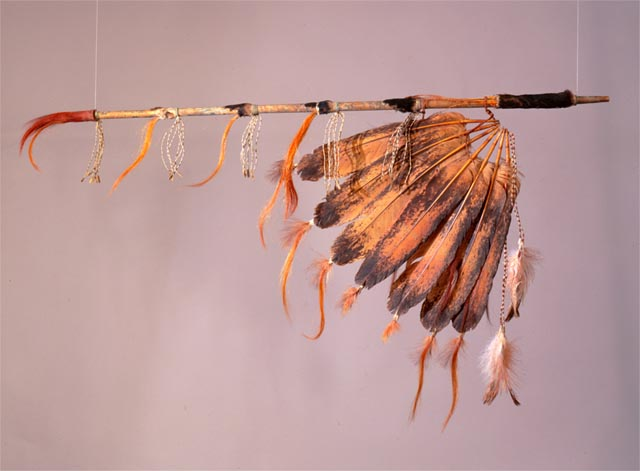
Una pipa lakota, (sioux) conservada en la Biblioteca del Congreso de Estados Unidos.

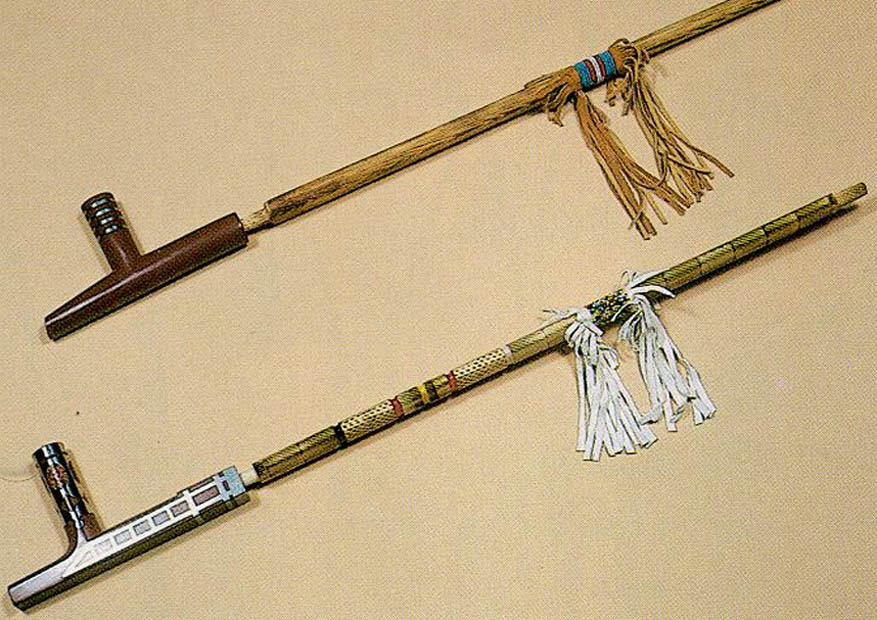
Calumets.

El término calumet —cuyo significado es 'caña', lo cual atiende a un origen etimológico claramente descriptivo— es de origen francés, y fue dado por los europeos para definir aquellas pipas sagradas que fumaban los pueblos indígenas de América del Norte, especialmente los pueblos algonquinos de las Grandes Llanuras y los del Sureste de Norteamérica.
Su empleo era costumbre en las reuniones del consejo tribal y en las ceremonias de hermanamiento, símbolo de un lazo de amistad entre diferentes personas, basado en una adopción figurativa, una confraternización en paz entre pueblos e individuos. La ceremonia se iniciaba, en la mayor parte de los casos, con la actuación del anfitrión, quien lanzaba bocanadas de humo hacia el cielo, a los cuatro vientos y, por último, a la tierra, invocando así tanto al mundo divino como al humano, para dejar que luego la pipa circulara entre sus congéneres.
El acto de fumar es, pues, como nexo de unión entre lo humano y lo divino, una forma superior de diálogo. En otras ocasiones, la carga simbólica del hecho de fumar el calumet se enfocaba, de modo más exclusivo, hacia la divinidad, como medio de relación directa entre el chamán y los espíritus que gobiernan el mundo supraterrenal, solicitando a los dioses, por ejemplo, lluvias y tiempo propicio que asegurase las cosechas y, con ellas, el buen porvenir de la tribu.
La pipa era, por tanto, objeto de culto y de máxima consideración y cuidado. Y no sólo eso, su elegante y esmerada ornamentación las convertían en piezas de gran belleza como el hueso o las cornamentas de cérvidos utilizados en su elaboración. Se dan, incluso, interesantes combinaciones rituales y, en cierto sentido, paradojas simbólicas, de hacha de guerra y pipa de paz, realizadas en metal, con mango o caña cilíndrica en madera profusamente decorada.

## Otras pipas rituales
En cualquier caso, son ejemplo excepcional de laboriosa decoración los calumet de las tribus Pawnee, la mayoría de los chanunpa de los Sioux y otras tribus de las Llanuras. Cabe señalar, por último, la plena concordancia entre los usos y valores del calumet, la chanunpa de los sioux y los de la kütra (según otros tratadistas, quitra) o pipa Mapuche, pueblo indígena originario de Sudamérica (Chile y Argentina).

## Contenido
En la pipa fumaban tabaco. Sin embargo, es importante señalar que estos pueblos carecían de tecnología para procesar y refinar el tabaco como el de los cigarrillos que se venden legalmente hoy día, por lo tanto, el producto era tan agresivo que rara vez era inhalado por los participantes del ritual. Aun así la nicotina pasa al organismo por absorción. No hay registro de fumadores habituales, ya que tradicionalmente el uso del tabaco en estos pueblos era ritual.